# Mark Curry (acteur américain)
Pour les articles homonymes, voir Mark Curry.
Mark Curry est un acteur et scénariste américain, né le 1er juin 1961 à Oakland (Californie, États-Unis).

## Filmographie

### comme acteur
- 1990 : Cooper et nous (Hangin' with Mr. Cooper, série TV) : Mark Cooper
- 1991 : Talkin' Dirty After Dark : Antonio
- 1994 : ABC Mark Curry & Delta Burke Back Lot Special (TV)
- 1995 : Panther (Panther) : Lombard
- 1997 : The Fanatics : Fly Walker
- 1997 : La Piste du tueur (Switchback) : Robbie
- 1998 : Armageddon : Stu, the Cabbie
- 1999 : Comedy Central Presents: Mark Curry (TV)
- 2000 : A Man Is Mostly Water : Jeff
- 2001 : The Poof Point (TV) : Norton Ballard
- 2001 : Motocross (Motocrossed) (TV) : Bob Arness
- 2002 : Bad Boy : Drew
- 2003 : Animal Tails (série TV) : Host

### comme scénariste
- 1999 : Comedy Central Presents: Mark Curry (TV)